# 花清まゆこ
花清 まゆこ（かせい まゆこ、1982年6月10日 - ）は、日本のタレント、レースクイーンである。本名、花清 真由子（読み同じ）。埼玉県出身。プラチナムプロダクションに所属していた。

## 来歴
- 所属事務所：オフイス・エム　→　アービング　→　フェイスネットワーク（2007年 - 2009年2月）→フリー→プラチナムプロダクション（2010年1月 - )。
- 主にレースクイーンの活動をしながらグラビア等も行なう。これまでにDVDは5本リリース。
- バイク雑誌『モトチャンプ』レギュラーモデルとしても活躍中。
- 2010年1月16日、プラチナムプロダクションに移籍し『花清まゆこ』に改名したことを発表。
- 2010年、AUTOBACS SUPER GT メインイベントステージMCを務める。
- 2011年11月22日、自身のブログで一般男性との入籍及び妊娠を発表[2]。2012年4月2日、第一子となる男児を出産[3]。
- 2013年11月の東京モーターショーにて、三菱自動車ブースのステージMCを担当[4]。結婚発表から2年ぶりに表舞台への復帰を果たした。

## 人物
- 趣味： 料理・犬の観察・お菓子作り・アクセサリー作り・ゴルフ
- 特技：書道8段・バルーンアート・犬の気持ちがわかる・陸上競技
- 姉が1人いる[5]。

## レースクイーン
- 2003年：全日本GT選手権『Weds Sport RACING PROJECT BANDOH』レースクイーン
- 2006年：オートギャラリー東京イメージガール『SeaQueen』
- 2007年：SUPER GT『houzan's cosmos circuit lady』
- 2008年：SUPER GT『ユンケルガールズ』

## 主な出演作品

### テレビ
- MONDO21 『ドキドキ!?にゅーすキャスター』 2007年11月度マンスリーMC
- MONDO21 『グラビアの美少女』
- ウギブギ （2008年2月8日、TBS）
- 明日使える! ジャパニーズジョークSHOW テッパン（2010年9月29日、日本テレビ）

### 雑誌
- モトチャンプ （2007年4月6日 - 、三栄書房） レギュラーモデル
- 週刊少年チャンピオン （2007年3月29日、秋田書店）
- sabra （2007年4月26日、小学館） 付録DVDに登場
- 日刊ゲンダイ （2007年6月29日）
- カーセンサー （2007年7月19日、リクルート）
- 月刊メンズストリート （2007年10月16日、竹書房）
- GOLF TODAY（2010年11月号 - 、三栄書房） GTBバーディーズ1期生

## 主なリリース作品

### DVD
- 1ST DVD UNBALANCE
- 2ND DVD マニーカ
- 4th DVD 情熱 （2007年12月25日、GRADIA）